# Panacea universal

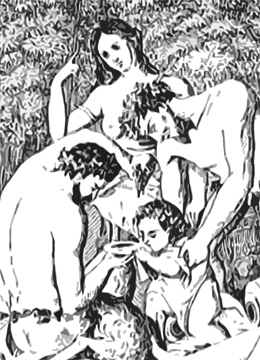
La Panacea

La panacea es un mítico medicamento que cura todas las enfermedades o, incluso, prolonga indefinidamente la vida. Fue buscada por los alquimistas durante siglos, especialmente en la Edad Media, usualmente vinculada con la piedra filosofal y el elixir de la vida.
La palabra panacea proviene de la voz griega panakos y significa 'remedio para todo' (pan: todo y akos: remedio) que es también el nombre de la diosa griega del remedio: Panacea (en griego antiguo Πανάκεια Panákeia, ‘que todo lo cura’).